# Richard David Precht

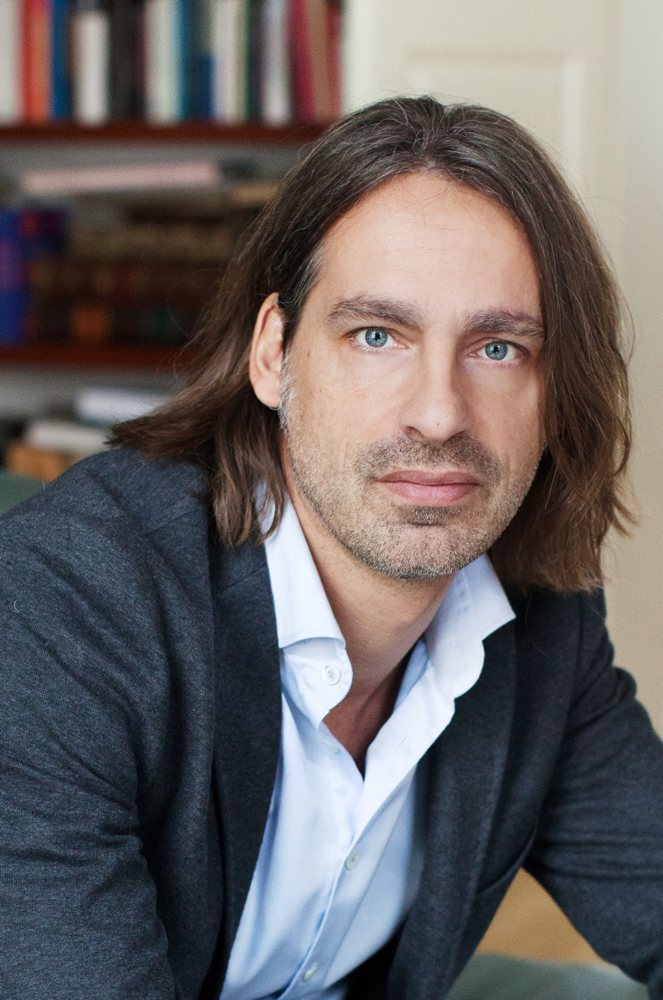
Richard David Precht (2015)

Richard David Precht (* 8. Dezember 1964 in Solingen) ist ein deutscher Schriftsteller, Philosoph, Publizist und Moderator. Er ist Honorarprofessor für Philosophie und Ästhetik an der Hochschule für Musik Hanns Eisler Berlin. Von 2011 bis 2023 war er zudem Honorarprofessor für Philosophie an der Leuphana Universität Lüneburg.
Seit dem Erfolg mit Wer bin ich – und wenn ja, wie viele? wurden viele seiner Bücher zu philosophischen oder gesellschaftspolitischen Themen Bestseller. Precht ist seit 2012 Moderator der gleichnamigen Talkshow Precht. Seit 2021, ebenfalls für das ZDF, ist Precht gemeinsam mit Markus Lanz im Podcast Lanz & Precht zu hören.

## Leben
Precht wuchs in Solingen-Mitte auf. Sein Vater Hans-Jürgen Precht, ein Industriedesigner, war beim Solinger Unternehmen Krups tätig; seine Mutter engagierte sich im Kinderhilfswerk Terre des hommes. Precht hat vier Geschwister; zwei davon sind vietnamesische Adoptivkinder, die seine Eltern 1969 und 1972 als Zeichen des Protests gegen den Vietnamkrieg in ihre Familie aufnahmen. Precht selbst ist der Zweitälteste. Die Kinder wuchsen in einem linksgerichteten Milieu auf.
Precht legte im Juni 1984 das Abitur am Solinger Gymnasium Schwertstraße ab und leistete bis September 1985 Zivildienst als Gemeindehelfer. Er studierte Germanistik, Philosophie und Kunstgeschichte an der Universität zu Köln und wurde 1994 zum Dr. phil. promoviert. Seine literaturwissenschaftliche Dissertation befasste sich mit Robert Musils Roman Der Mann ohne Eigenschaften. Laut eigener Aussage absolvierte er sein Studium in der Mindeststudienzeit von acht Semestern und mit Bestnoten, ebenso die Promotion.
1997 war Precht Arthur F. Burns Fellow bei der Chicago Tribune; 1999 erhielt er das Heinz-Kühn-Stipendium. 2000/2001 war er Fellow am Europäischen Journalisten-Kolleg in Berlin. Als Essayist schreibt Precht für deutsche Zeitungen und Zeitschriften. Von 2002 bis 2004 war er Kolumnist der Zeitschrift Literaturen und von 2005 bis 2008 freier Moderator der WDR-Hörfunksendung Tageszeichen (ehemals Kritisches Tagebuch). Precht ist seit 2013 Schirmherr des Bundesverbandes von Mentor – Die Leselernhelfer Hannover e. V. Die Initiative setzt sich für die Leseförderung von Schülern durch engagierte Bürger ein.
Seit Dezember 2010 ist Precht Mitherausgeber der Zeitschrift agora42.
Das ZDF strahlt seit 2012 unter dem Titel Precht eine Sendereihe mit Gesprächspartnern aus Politik und Gesellschaft aus, bei denen Precht als Gastgeber und Dialogpartner fungiert. Sie ist sechsmal im Jahr an späten Sonntagabenden zu sehen und dauert je 45 Minuten. Regie führt Gero von Boehm.
Seit 2021 ist er im ZDF-Podcast Lanz & Precht mit Markus Lanz zu hören, der im Juni 2023 zu den am meisten gehörten deutschsprachigen Podcasts zählte.
Seine Ehe mit der luxemburgischen Fernsehmoderatorin und stellvertretenden Chefredakteurin von RTL Télé Lëtzebuerg, Caroline Mart, wurde geschieden. Einer früheren Beziehung entstammt ein Sohn. Precht lebt in Düsseldorf.

## Schriften

### Romane und Autobiographisches
1999 schrieb Precht mit seinem Bruder Georg Jonathan den detektivischen Bildungsroman Das Schiff im Noor. Das Buch spielt im Jahr 1985 auf einer fiktionalisierten dänischen Insel. An der Oberfläche ist das Buch eine Detektivgeschichte um ein versunkenes Schiff und einen lange zurückliegenden Mord und präsentiert ein kompliziertes Gespinst aus Motiven. Tiefer liegend handelt das Buch von der Ordnung der Dinge und beschreibt durch Analogien philosophische Themen, so zwischen Theologie und Polizeiarbeit. In der Gestalt des Restaurators Mikkel Folket lässt Precht Michel Foucault auftreten. Das Buch erschien 2009 neu unter dem ursprünglich geplanten Titel Die Instrumente des Herrn Jörgensen.
Der Roman Die Kosmonauten aus dem Jahr 2002 erzählt die Liebesgeschichte und Identitätsfindung der Endzwanziger Georg und Rosalie, die sich in Köln kennengelernt haben und kurz darauf in das Berlin der Nachwendezeit 1990/91 zusammengezogen sind. Zunächst leben sie das Leben von Bohemiens in Berlin-Mitte, von dem sich Rosalie im Verlauf der Handlung zunehmend distanziert. Sie ändert ihre Einstellungen, verliebt sich in einen anderen Mann und trennt sich schließlich von Georg, um ein bürgerliches Leben zu führen. Am Ende des Romans kommt ihr gemeinsamer Freund Leonhard durch einen tragischen Unfall ums Leben. Parallel dazu erzählt Precht in kurzen Episoden das Schicksal von Sergej Krikaljow, dem letzten Kosmonauten der Sowjetunion.
2004 nahm Precht am Wettbewerb zum Ingeborg-Bachmann-Preis in Klagenfurt mit dem Text Baader braun teil.
In dem 2005 erschienenen autobiografischen Buch Lenin kam nur bis Lüdenscheid – Meine kleine deutsche Revolution erinnert sich Precht aus Kinderperspektive an seine Kindheit in Solingen, als er in den 1970er-Jahren in einer politisch links von der SPD stehenden Familie aufwuchs. Gleichzeitig hält er Rückschau auf die weltpolitischen Ereignisse und gesellschaftspolitischen Entwicklungen in der Bundesrepublik Deutschland und der DDR der 1960er- und 1970er-Jahre und beschreibt politische Einstellungen, ideologische Haltungen sowie Alltagsdetails der Epoche. Das Buch wurde 2007 mit Unterstützung von WDR, SWR und der Filmstiftung Nordrhein-Westfalen verfilmt.

### Schriften zur Philosophie
In seinem 1997 erschienenen Buch Noahs Erbe befasst sich Precht mit den ethischen Fragen im Verhältnis von Mensch und Tier und deren gesellschaftlichen Konsequenzen. Dabei plädiert er für einen veränderten Umgang mit Tieren auf der Basis einer „Ethik des Nichtwissens“. Das Buch wurde grundlegend überarbeitet und erschien 2016 neu unter dem Titel: Tiere denken. Vom Recht der Tiere und den Grenzen des Menschen. In vier Teilen – „Das Menschentier“, „Das Tier im Auge des Menschen“, „Eine neue Tierethik“ und „Was tun?“ – schlägt Precht einen Bogen von der biologisch-anthropologischen Frage über die Kultur-, Religions- und Philosophiegeschichte der Mensch-Tier-Beziehung hin zu einer philosophischen Neubegründung der Tierethik als „Sensibilisierung“. Der letzte Teil des Buches behandelt praxisbezogene Fragen wie das Tierschutzgesetz, die Jagd, vegetarische Ernährung, Tierversuche, zoologische Gärten und Artenschutz.
2007 schrieb Precht eine allgemeinverständliche Einführung in grundlegende philosophische Fragen. Wer bin ich – und wenn ja, wie viele? stand viele Jahre auf der Sachbuch-Bestsellerliste. Das Werk stand im Februar 2008 auf dem ersten Platz der Spiegel-Bestsellerliste und blieb dort bis Oktober 2012. Precht hält damit den Langzeitrekord auf der Spiegel-Bestsellerliste. Laut Buchreport war es das erfolgreichste deutsche Hardcover-Sachbuch des Jahres 2008 und belegte in den Bestsellern des Jahrzehnts (2000–2010) den dritten Platz.
In seinem 2009 erschienenen Buch Liebe: Ein unordentliches Gefühl befasst sich Precht mit der Biologie, der Evolution, der sozialen und der psychologischen Dimension der Liebe.
2010 erschien Die Kunst, kein Egoist zu sein. Precht geht in dem Buch der Frage nach, „wie Menschen tatsächlich moralisch funktionieren“. Dazu müsse sich der Philosoph heutzutage auch „in die Skizzen der Hirnforscher, Evolutionsbiologen, Verhaltensökonomen und Sozialpsychologen vertiefen“. Die Bereitschaft zu persönlicher Verantwortungsübernahme sieht Precht in der modernen Gesellschaft durch die Pluralität der Rollen, in denen das Individuum agiert, geschwächt. „Bereits mein Wikipedia-Eintrag zergliedert mich in lauter verschiedene Kategorien […] Die Zugehörigkeit zu mehreren Rollen erleichtert es mir beträchtlich, für das Große und Ganze dieser Welt nicht verantwortlich zu sein. Verantwortlich – das sind immer die anderen. Die Politiker zum Beispiel oder die Wirtschaftsbosse. Bedauerlicherweise zerfallen auch sie in lauter kleine Rollen.“ Im dritten Teil der Untersuchung („Moral und Gesellschaft“) möchte Precht zu Veränderungen in Wirtschaft, Gesellschaft und Politik anregen, mit denen sich „unser Engagement für andere fördern lässt – in Zeiten, in denen unsere Gesellschaft auf dem Spiel steht wie seit Jahrzehnten nicht mehr“. Um die langfristigen Probleme lösen zu können, bedürfe es eines Umbaus hin zu mehr Mitbestimmung und mehr direkter Demokratie. Gebraucht werde „mehr Verantwortung von oben und von unten“.
2011 erschien Warum gibt es alles und nicht nichts?, ein Buch über philosophische Fragen und ihre Antworten unter Einbeziehung seines Sohnes Oskar, mit dem der Vater bei Spaziergängen durch Berlin ein Frage-und-Antwort-Spiel unternimmt.
2015 erschien Erkenne die Welt, der erste Band einer zunächst auf drei, dann auf vier Bände angelegten Geschichte der Philosophie. Precht legt das Vorhaben in begrifflicher Anlehnung an Kant als eine „philosophierende Philosophiegeschichte“ an. Er will das ideengeschichtliche Verständnis der Leserschaft durch Hinweise auf die je zeitgenössische Politik, Sozial- und Wirtschaftsgeschichte fördern (S. 16 f.). Das explizit auf die abendländische Philosophiegeschichte (S. 11) beschränkte „gesamte Werk versteht sich als eine Art Fortsetzungsroman der immer gleichen großen Fragen in ihren jeweils neuen Zeitgewändern“ (S. 19). Der zweite Band, Erkenne dich selbst, erschien im Herbst 2017, der dritte Band zur Philosophie des 19. Jahrhunderts, Sei du selbst, im Herbst 2019 und der vierte und letzte Band Mache die Welt zur Philosophie des 20. Jahrhunderts im Herbst 2022.

## Positionen in öffentlichen Debatten

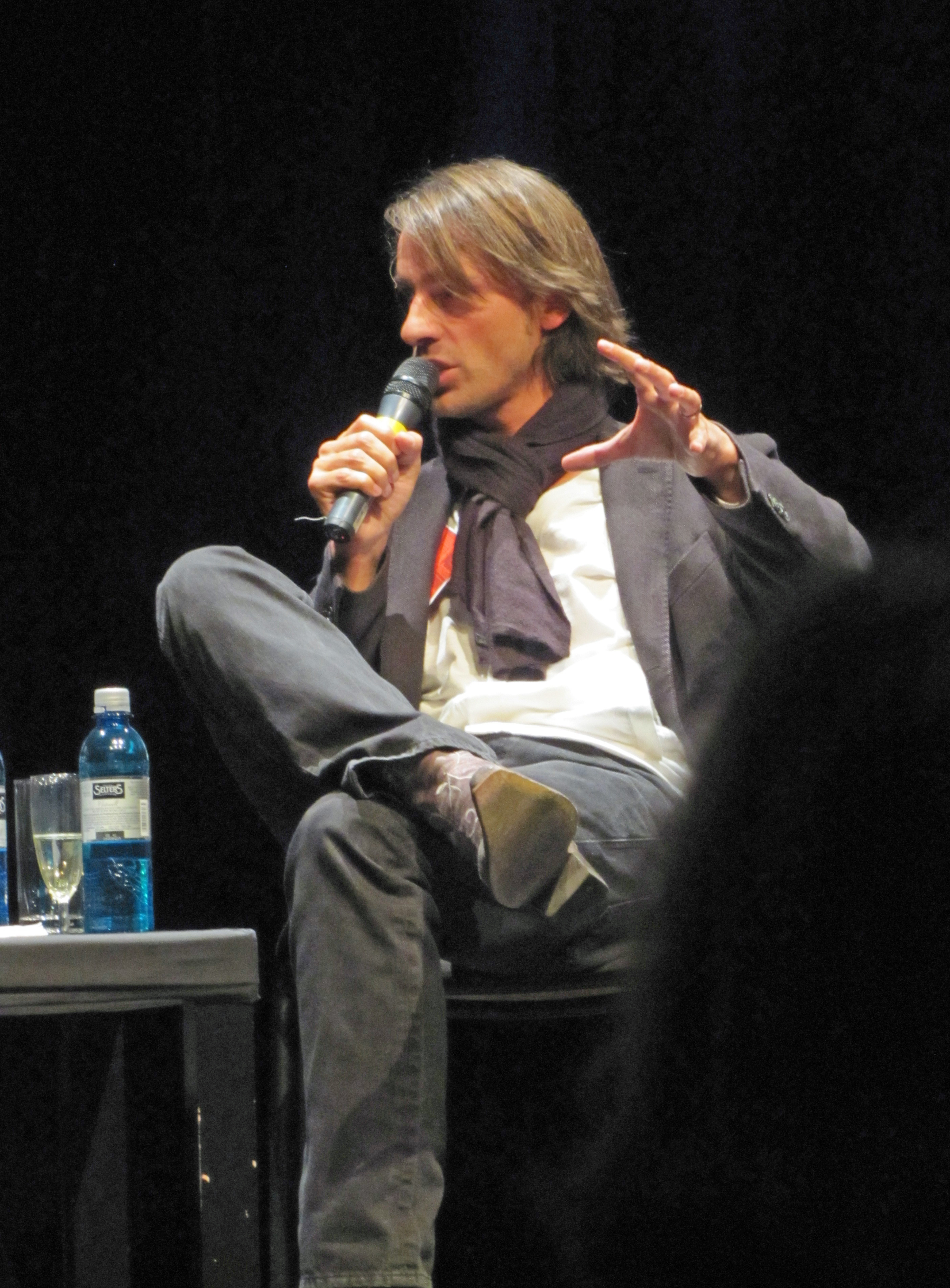
Richard David Precht in Frankfurt am Main (2011)

Infolge der medialen Aufmerksamkeit in Verbindung mit seinen Fernsehauftritten ist Richard David Precht mit Stellungnahmen in öffentlichen Debatten als Publizist präsent. Politische Gegenwarts- und Zukunftsfragen sind neben philosophischen Themen Bestandteil seiner Vortragstätigkeit und fließen auch in seine Buchveröffentlichungen ein. Im Tagesspiegel-Interview zurückblickend auf zehn Jahre und 61 Ausgaben der Sendereihe Precht, beantwortete er die Frage, welche Themen ihn besonders umtrieben, im September 2022 mit dem Hinweis auf die Langzeitfolgen der „ökologischen Katastrophe“, so schrecklich der Ukrainekrieg und seine Auswirkungen auch seien: „Ist der Kapitalismus so umbaufähig, dass wir ihn enkeltauglich machen?“ Die Folgen des Klimawandels in Afrika ließen Migrationsströme in nie gekanntem Ausmaß erwarten. „Das wird zu Verheerungen und Auseinandersetzungen führen, die wir uns heute noch gar nicht vorstellen können.“

### Neue Bürgergesellschaft und soziale Verantwortung
Für Precht ist der „weltgeschichtlich einmalige Ausnahmezustand“ in der Bundesrepublik Deutschland bis zur Jahrtausendwende, der bei immer weniger individuell zu leistender Arbeit gleichwohl immer mehr Wohlstand hervorgebracht habe, vorbei. Die herkömmliche Wirtschaftsweise sei nun der globalen Konkurrenz ausgesetzt, was den verfügbaren Kuchen kleiner mache und die Zahl der Mitesser vermehre. Die vom „Wachstumswahn“ angerichteten Schäden verwickelten die nachfolgenden Generationen in einen Kampf um Überlebensstrategien und Reparaturen. Das notwendige Umdenken hin zu einer nachhaltigeren und verantwortungsvolleren Wirtschaftsweise betreffe gleichermaßen Staat, Banken, Bürger und Unternehmer. Gefordert sei ein neues unternehmerisches Ethos. „Auf allen Ebenen müssen Instrumente wirksam werden, welche die Spielräume für Fahrlässigkeit, Gier und Missbrauch verkleinern und soziale Verantwortung fördern.“
Die vom Staat in geordneter Form zu erbringenden Sozialleistungen sieht Precht zurückgehen. „Man sollte die Diskussion über ein mehr oder weniger an Staat nicht weiter so führen, als hätte man es hier mit allzu vielen Optionen zu tun. Ähnlich wie bei der Diskussion um das Wirtschaftswachstum geht es schon lange nicht mehr darum, ob man das will – sondern darum, was in Zukunft überhaupt noch möglich sein wird.“ Dem Kommunitarismus angenähert entwickelt Precht die Vorstellung, dass die bürgerliche Mittelschicht bei jenen Aufgaben einspringen solle, für die dem Staat in Zukunft die Mittel fehlen. An Potenzial dafür sieht er keinen Mangel, da jeder dritte Bundesbürger über 14 Jahren sich ehrenamtlich betätige, auch wenn ein Großteil davon auf Sportvereine entfalle. Zunächst denkt Precht dabei vor allem an die Rentner und Pensionäre der „goldenen Generation“ mit sicheren Alterseinkünften und hoher Lebenserwartung. „In dieser unglaublich komfortablen Situation, die sie nicht allein aus eigener Leistung geschaffen haben, stehen sie durchaus in einer moralischen Bringschuld.“ In diesem Zusammenhang befürwortete er ein soziales Pflichtjahr sowohl für Junge als auch für Ältere.

### Digitalisierung
In zahlreichen Vorträgen, Essays und Interviews beschäftigt sich Precht mit den Folgen der Digitalisierung für unsere Gesellschaft.
In seinem 2018 erschienenen Buch Jäger, Hirten, Kritiker. Eine Utopie für die digitale Gesellschaft beschäftigt sich Precht mit den Auswirkungen der digitalen Revolution auf die Arbeitswelt, die Psyche, die Gesellschaft und die Politik. Er bemängelt das Fehlen einer gesellschaftlichen Utopiefähigkeit, wodurch der Fortschritt allein der Technik und der Ökonomie überlassen werde, mit gefährlichen Folgen. Precht sagt eine völlige Transformation der Arbeitswelt voraus, in der deutlich weniger Menschen als bisher von Erwerbsarbeit leben können. Um die Menschen in Zukunft zu befähigen, ein selbstbestimmtes, erfülltes Leben zu führen, plädiert er für ein bedingungsloses Grundeinkommen, mitfinanziert durch Finanztransaktionssteuern.
Er kritisiert, dass die Politik die Digitalisierung nahezu ausschließlich als ein technisches Problem begreife und sich kaum eine andere Frage stelle als die nach der Wettbewerbsfähigkeit deutscher Unternehmen. Für Precht ist die Digitalisierung dagegen eine gesamtgesellschaftliche Herausforderung, die dringend der politischen Gestaltung bedarf. Wenn die Politik nicht schnell genug handle, sieht Precht düstere Zukunftsszenarien: eine auf „Effizienzgewinn“ und „Monopolisierung“ ausgerichtete Gesellschaft bei gleichzeitiger Massenarbeitslosigkeit. „Computer und Roboter kosten keine Sozialabgaben, beziehen keine Rente, kein Urlaubs- oder Müttergeld. Sie schlafen nicht, sondern arbeiten ohne Mühen Tag und Nacht.“
Die Digitale Revolution bringe die radikalste Spielart kapitalistischer Wirtschaft hervor, durch die das Nutzerverhalten „in bunt und hübsch designten Lebenswelten“ manipuliert und eine bisher ungekannte Macht auf das Unterbewusstsein der Menschen ausgeübt werde. „Und sie dringt in alle sozialen Räume vor, ins Auto, in die Wohnung, in Freundschaften und Liebesbeziehungen.“
Tatsächlich zu verdanken sei der digitalen Technik „eine immer globalere Einheitszivilisation“ mit allem, was sich daran „an Gewinnen bejubeln und an Verlusten betrauern“ lasse: „Der digital Code setzt sich spielend über Länder- und Kulturgrenzen hinweg und ebnet sie ein in einer technischen Universalsprache aus Einsen und Nullen, am Nil so verständlich wie am Rhein und am Amazonas.“ Indem digitale Technik meist sehr viel Energie benötige, verstärke sie eine unheilvolle Entwicklung. Allein die Technologie für die Kryptowährung Bitcoin verbrauche im Jahr laut Manager Magazin fast so viel Strom wie ganz Dänemark. „Google, Facebook und Co. können alles – nur nicht den Klimawandel stoppen, den Welthunger bezwingen oder die Bodenschätze und das Trinkwasser vermehren.“ Die Digitalisierung treibe Ressourcenausbeutung und Klimawandel immer weiter voran.
Mit dem Informatiker Manfred Broy fordert Precht dazu auf, ein „positives Zukunftsszenario“ zu entwickeln: „Warum zeigen wir nicht, wie aufgrund der Möglichkeiten der Digitalisierung eine neue Form der Gesellschaft, Wirtschaft und Lebensführung entstehen kann?“ Erbe der Aufklärung sei es, sich die Zukunft von Menschen gestaltet zu denken, sie nicht in Gottes Hand oder in die Hand „einer eigengesetzlichen Evolution von Technologie“ zu legen. „Holen wir uns unsere Autonomie zurück – nicht nur in unserem Interesse, sondern vor allem im Interesse aller künftigen Generationen!“

### Künstliche Intelligenz
In einem Essay in der Zeit, der auf seinem im Juni 2020 erschienenen Buch Künstliche Intelligenz und der Sinn des Lebens basiert, wendet Precht sich gegen die verbreitete Vorstellung, dass in absehbarer Zeit eine Superintelligenz dem menschlichen Gehirn in allen Bereichen überlegen sein werde. Die Evolution habe vom Überlebenswillen vieler zur Intelligenz sehr weniger Lebewesen geführt. Dass jedoch umgekehrt aus Intelligenz ein Wille erwachse, sei nicht möglich. Nicht böser Wille oder Machtstreben drohe also in Zukunft seitens einer entwickelten künstlichen Intelligenz (KI); das Gefahrenpotential liege vielmehr in ihrem falschen Einsatz. KI ethisch zu programmieren könne nicht gelingen, da die moralische Intuition von Menschen nicht in geregelten Bahnen fließe, sondern „hochgradig situativ, abhängig vom Kontext und aufs Engste verbunden mit unserem Selbstwertgefühl und unserem Selbstkonzept“ sei.
In einer Besprechung seines Buches in Deutschlandfunk Kultur wird Prechts Kritik an einer möglichen KI im Hochfrequenzhandel hervorgehoben.
Kuno Kirschfeld, einer der Gründungsdirektoren des Max-Planck-Instituts für biologische Kybernetik, kritisiert, dass Precht das Thema Künstliche Intelligenz (KI) mangelhaft recherchiert hat und völlig verzerrt darstellt.

### Bedingungsloses Grundeinkommen
Im Rahmen seiner Darlegungen zu Themen wie Digitalisierung, Bürgergesellschaft, Bildung und Armut bezieht Richard David Precht Position für ein bedingungsloses Grundeinkommen (BGE). Als wesentliche Gründe dafür nennt er die durch die Digitalisierung zu erwartende höhere Arbeitslosigkeit, die Verhinderung kollektiver Armut und die Finanzierbarkeit beispielsweise durch eine Finanztransaktionssteuer bzw. Mikrosteuer. Bereits jetzt zeige sich angesichts von Minijobs, Leiharbeit, Scheinselbständigkeit und unbezahlten Praktika, dass der Sozialstaat nicht mehr intakt sei.
2018 hatten nur noch 53 Prozent der Beschäftigten, so Precht, nach Tarif bezahlte Arbeit. Dementsprechend würden künftig immer weniger Menschen im Alter von ihrer Rente leben können. In solchen Konstellationen könne das BGE für Absicherung sorgen. In einer „humanen Gesellschaft der Zukunft“ werde durch das bedingungslose Grundeinkommen ein allein auf Erwerbsarbeit gegründeter Leistungsbegriff überwunden, der ohnehin blind sei für die sozialen Lebensleistungen vieler Menschen. „Der Zwang, monotone und demoralisierende Arbeit auszuüben, entfällt. Damit sind die materiellen Grundlagen für eine Gesellschaftsutopie geschaffen, die den Menschen als freies Individuum begreift.“

### Migration
Zum Thema Migration meint Precht, dass „der Exodus der Flüchtlinge aus ihren Heimatländern […] gerade erst begonnen“ habe. Er werde „die Geografie des 21. Jahrhunderts umformen. Und er wird die Politik der reichen europäischen Länder verändern müssen im Hinblick auf eine neue völkerübergreifende Solidarität“. In diesem Sinne plädiert er mit Rupert Neudeck für eine flüchtlingspräventive Außenpolitik und eine gezielte Entwicklungshilfe für wenige ausgewählte Länder, um diese tatsächlich entscheidend voranzubringen.

### Gendern
Zu geschlechtergerechter Sprache äußerte sich Precht bei verschiedenen Gelegenheiten. So bezeichnete er in einem Interview zu seinem Buch Von der Pflicht gendergerechte Sprache als eine der „dümmsten Ideen“. Zum einen sei Sprache eine „kulturelle Heimat für Menschen“ und lebe von Tradition. Bemühungen, eine geschlechtergerechte Sprache durchzusetzen, würden vorgeben, „Probleme zu lösen, die dadurch nicht gelöst werden“. Obwohl er das Gendern von Sprache selbst nicht befürworte, sprach er sich aber dafür aus, dass es eine individuelle Entscheidung sei, zu gendern oder nicht.

### Europäische Union
Spätestens seit dem Brexit-Referendum brauche Europa ein neues Narrativ, meint Precht, das die an den Weltkriegen ausgerichtete Erzählung „vom Lernen der Völker und dem Sieg des Friedens über rücksichtlose Konkurrenz und blutige Barbarei“ ablöst. Die Antwort sei bei Alexis de Tocqueville in dem Werk über die Demokratie in Amerika zu finden. Dort gehe es um Gleichartiges wie heute in Europa: „uninteressierte Bürger, ein Volk von Händlern, nicht mit dem Gemeinwohl beschäftigt, sondern mit sich selbst“. Je größer der Wohlstand, umso unpolitischer die Menschen – mit einer am Ende ausgehöhlten Demokratie. Mit dem Blick auf die gegenwärtige Ausrichtung der Europäischen Union und ihrer Bürger wendet sich Precht gegen einen „grenzenlosen Kapitalismus“: „Bis in die feine Unterwäsche unseres Bewusstseins hat er unsere Staatsbürgerschaft gelöscht und uns zu Kunden, Konsumenten und Usern gemacht.“ Gewiss gebe es auch hierzulande eine – tendenziell noch abnehmende – Minderheit von Menschen, denen am Gemeinwohl liege und die ihre Freiheit einübten, indem sie sich für das Gemeinwohl engagierten. Man könne aber nicht beides haben, so Precht abschließend in Übereinstimmung mit Tocqueville: „leidenschaftliche Staatsbürger, die sich um das Gemeinwohl kümmern, und leidenschaftliche Konsumenten, die täglich nach ihrem Vorteil gieren.“

### Mainstream
Ein öffentlicher Mainstream gehört nach Precht zu medial verfassten Industriegesellschaften. Er definiert ihn als „Bekenntnis zur Mitte“ und beschreibt ihn so: „Heute gibt es eine Mehr-Parteien-Partei in der Mitte, die aus Grünen, Sozialdemokraten und Liberal-Konservativen besteht, die in kleinen Nuancen voneinander abweichen. Und es gibt einen äusseren linken und rechten Rand, deren Anhänger zu Randfiguren der Gesellschaft werden und als abständig betrachtet werden.“ Je fester der Mainstream in der Mitte, desto extremer seien zugleich die Pole bzw. Ränder. Mit der Mainstreamisierung gehe zugleich eine politische Radikalisierung einher: „Die Entwicklung ist ambivalent. Es ist schön zu sehen, dass die Mehrheit der Menschen sich über die wesentlichen politischen Fragen einig ist. Zugleich trägt diese Entwicklung zur Radikalisierung der Ränder bei. Dies wiederum halte ich für problematisch.“

### Bildung
2013 veröffentlichte Precht ein Buch zur Bildung und zum deutschen Schulsystem. In Anna, die Schule und der liebe Gott: Der Verrat des Bildungssystems an unseren Kindern übt er eine grundlegende Kritik am bestehenden Bildungssystem und fordert eine „Bildungsrevolution“, weil das bestehende System weder kindgerecht noch effektiv sei.
Diese Revolution des Bildungswesen soll – ähnlich wie jene in den 1960er- und 1970er-Jahren – Deutschlands Schulen für eine unter digitalen Vorzeichen völlig veränderte Gesellschaft fit machen und wieder mehr Bildungsgerechtigkeit herstellen. „Wir brauchen andere Lehrer, andere Methoden und ein ganz anderes Zusammenleben in der Schule.“ Was es an positiven Veränderungen gebe, sei alles nur Stückwerk. Die bestehenden Ganztagsschulen seien in Wirklichkeit nur Halbtagsschulen mit Nachmittagsbetreuung. Die integrierten Gesamtschulen ergänzten lediglich das alte dreigliedrige Schulsystem. „Die Systemfehler – die Selektion, das uniforme Lernen mit Fächern, die Benotung von Leistung mit Ziffern – bestehen weiter. Es reicht nicht mehr, an dieses alte System immer wieder etwas Neues anzuflicken. Wir müssen endlich den Mut haben, das eine durch das andere zu ersetzen.“ Die Schulpolitik aber sei insgesamt mutlos geworden. „Wir müssen wieder utopiefähig werden im Hinblick auf die Schule.“ Auch die neuere Lernforschung möchte Precht künftig im Schulalltag berücksichtigt sehen, etwa mit dem Hinweis: „Wir versuchen Bildung zu vermitteln durch Fächer, die zusammenhanglos nebeneinander stehen, und davon haben wir dann fünf oder sechs am Tag. Das hat nichts damit zu tun, wie Lernen funktioniert.“ Durch eine entsprechende Umgestaltung von Schule seien vor allem die langfristig wirksame intrinsische Lernmotivation von Schülerinnen und Schülern sowie die Individualisierung von Lehr- und Lernprozessen zu fördern.

### Tierethik

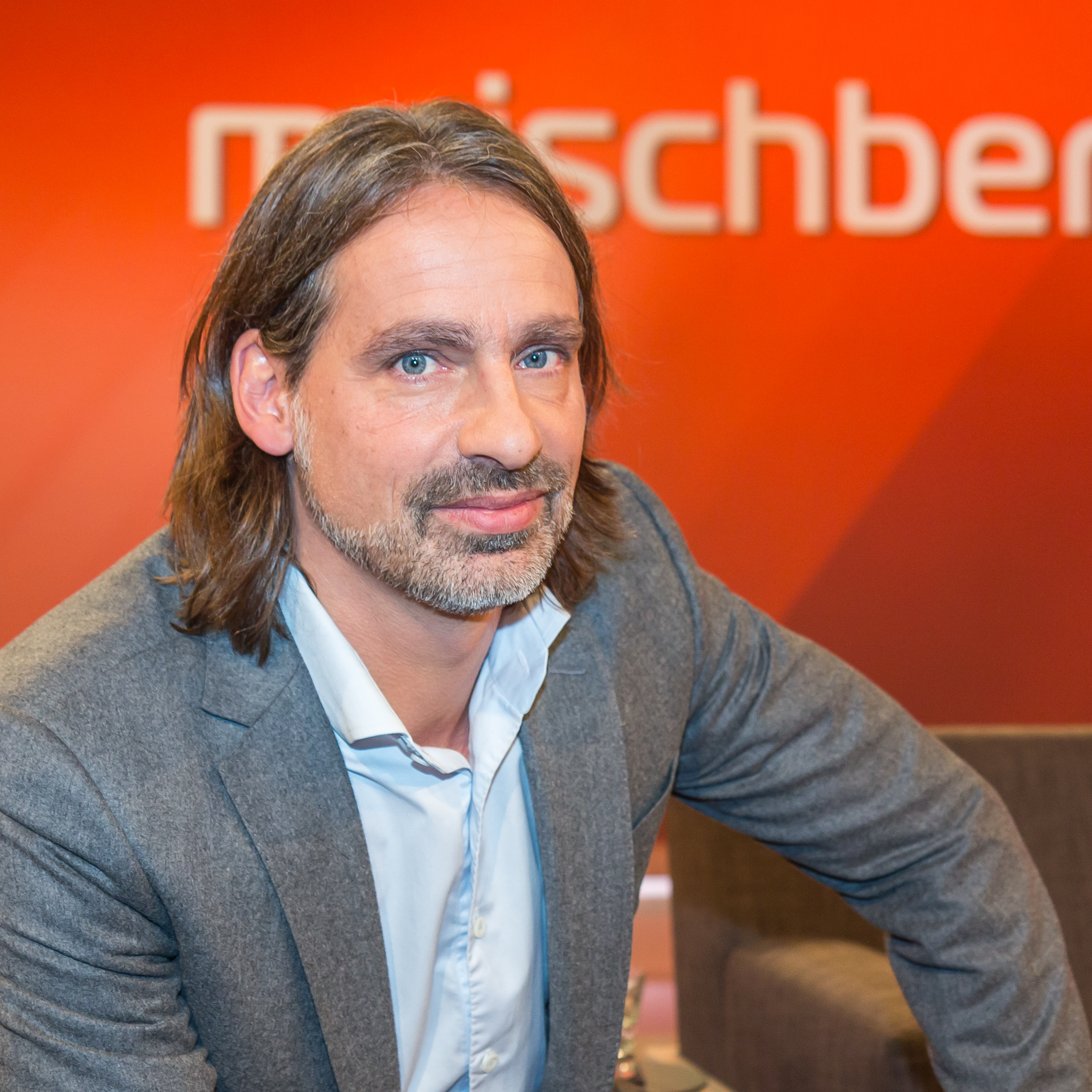
Richard David Precht (2016)

Im Hinblick auf den Umgang mit Tieren in der Gesellschaft erkennt Precht einen Widerspruch zwischen Haustierhaltung und hoher Sensibilität vieler Menschen auf der einen und der alltäglichen Praxis der Tierhaltung auf der anderen Seite. Er fordert eine tierethisch orientierte Reform des Rechts hinsichtlich der Aufnahme von Tierrechten in das Tierschutzgesetz und lehnt die weithin noch gesellschaftlich akzeptierte Jagd, Pelztierfarmen, die industrielle Massentierhaltung und -verwertung, Tierversuche und besonders die Versuche an Primaten ab. Precht, der selbst nicht vegan lebt, hält diese Lebensweise dennoch für „richtig und gut“.

### Zukunft des Automobils
Precht trat als Kritiker der gesellschaftlichen Fokussierung und politischen Förderung einer batteriegestützten Elektromobilität auf, da die diesbezügliche Umweltbilanz in Studien über den Lebenszyklus der Fahrzeuge nur wenig besser ausfalle als bei Kraftfahrzeugen mit Verbrennungsmotor. Stattdessen sei im Sinne des Klimaschutzes auf Brennstoffzellen zu setzen. In einer Kolumne widersprach Martin Seiwert von der Wirtschaftswoche in einem Faktencheck den von Precht angeführten Zahlen. Precht wiederholte seine Meinung danach bei einem Fernsehauftritt.

### Biotechnologie, insbesondere in der Reproduktionsmedizin
Wie bei der Schönheitschirurgie bereits weitgehend praktiziert, könnte laut Precht auch die Reproduktionsmedizin „zu einem rasant wachsenden Markt werden, der ganz neue Normen in die Welt setzt.“ Mit der Zunahme der technischen Möglichkeiten wüchsen auch „die Begehrlichkeiten ehrgeiziger und unerschrockener Eltern“. Neben der Vorbestimmung des Geschlechts im Zuge der Präimplantationsdiagnostik (PID) kämen dann auch Größe und diverse geschmacks- bzw. trendbedingte Schönheitsmerkmale in Betracht. Auch wenn es nicht Aufgabe des Staates sei, so Precht, Eltern vor ihren Wünschen und ihrem Geschmack zu bewahren, habe er doch absehbaren Schaden von der Gesellschaft abzuwenden. „Wenn heute und in Zukunft ausgewählt werden kann, was vorher der Zufall bestimmte, ergeben sich Folgeketten von unabsehbarem Ausmaß.“ Von einer „Konsum-Eugenik“ zu fürchten sei „eine tiefe allgemeine Verunsicherung“.
Gegen das Klonen erbidentischer Menschen spricht nach Precht vor allem die Menschenwürde, die die Einzigartigkeit des menschlichen Individuums einschließt; der Klon aber wäre ein „Dividuum“, ein Geteiltes – mit vorhersehbaren psychischen Risiken. Beim Klonen zu Forschungszwecken ist Precht die getrennte Betrachtung von embryonalen Stammzellen („wie Neuschnee, der alle erdenklichen Farben und Formen annehmen kann“) und adulten Stammzellen mit begrenzteren Wandlungsmöglichkeiten wichtig.

### Corona-Krise
Als ein „großes Erwachen“ aus selbstverständlichen Gewohnheiten und Sichtweisen erwog Precht die Corona-Krise in einem Zeit-Artikel vom 2. April 2020. Menschliche Anpassungsfähigkeit wisse unter diesen Umständen nicht mehr, woran sie sich anpassen solle. Viren nicht als Computerviren, sondern im biologischen Sinne wahrzunehmen, müsse erst wieder gelernt werden. Die Rückkehr der Biologie im Zeichen des Virus weise in eine andere Richtung als die der bedingungslosen technologischen Expansion.
Im April 2021 befürwortete Precht die meisten Maßnahmen des Staates zur Eindämmung der Pandemie. Es sei die Pflicht des Staates, die Schwachen in der Gesellschaft zu schützen, Rechte und Pflichten gehörten zusammen. Die Zahl der Menschen, die sich „entpflichten“, sei noch gering; es bestehe aber im Blick auf die USA die Gefahr, dass sie stark anwachsen könne. Diejenigen, die sich am stärksten über die Maßnahmen aufregen und dem Staat misstrauen, seien nur selten sozial engagiert. „Corona-Leugner arbeiten selten auf Intensivstationen. Menschen, die viel für andere tun, neigen sehr selten dazu, den Staat abzulehnen.“ Der Staat dürfe aber keine Impfpflicht verhängen. Precht stellte sich auch die Frage, ob nach einer Impfung der Menschen im Alter von fünfzig und mehr Jahren der übrige Impfstoff nicht besser an die Dritte Welt abgegeben werden sollte.
Im Podcast mit Markus Lanz vom 29. Oktober 2021 kritisierte Precht die Ausübung von Druck auf Menschen, die in freier Entscheidung eine Corona-Impfung für sich vorläufig oder grundsätzlich ablehnen, und betonte mehrfach, dass er Kinder niemals mit den neuartigen Corona-Impfstoffen impfen lassen würde, weil deren „im Aufbau begriffenes Immunsystem“ nicht „manipuliert“ werden dürfe. Precht sprach sich für einen vorsichtigen Umgang mit den „gentechnischen“ Impfstoffen aus, da Wirkungen, die nach längerer Zeit sichtbar würden, noch nicht bekannt sein könnten. Für diese Äußerungen wurde Precht kritisiert: Precht äußere sich „selbstbewusst zu immunologischen Fragen“, allerdings „ohne über wissenschaftliche Expertise in diesem Bereich zu verfügen“. Im Spiegel warf Marco Evers Precht am 2. November 2021 vor, „intellektuell abgestürzt“ zu sein. Er „schwadroniere“ nun beim Coronathema „auf 'Querdenker'-Niveau“. Im Zürcher „Tagesanzeiger“ wurde Precht vorgeworfen, im Gespräch mit Lanz „den Schritt ins Reich der Corona-Mythen“ getan zu haben. Karl Lauterbach sagte zu Prechts Aussagen in dem Podcast-Gespräch: „Es waren sehr viele Dinge dabei, die einfach so falsch sind.“ Im Interview mit der Zeit vom 18. November 2021 wies Precht darauf hin, er habe ausdrücklich keine Handlungsempfehlungen zu Kinderimpfungen gegeben, sondern nur die eigene Einstellung betont. Er habe dafür werben wollen, sehr behutsam zu entscheiden. „Sicher habe ich zu laxe Formulierungen benutzt, das räume ich gern ein, ich werde künftig vorsichtiger sein.“ Andererseits sah er die mediale Aufregung über seine Podcast-Äußerungen angesichts seiner mehrfach bekundeten Haltung gegenüber Querdenkern und neuen Rechten als bizarr an. Es störe ihn an der Impfdebatte, dass die 50 Schattierungen von Grau nicht thematisiert würden. „Dass wir so tun, als gäbe es nur Schwarz und Weiß.“

### Sterbehilfe
Hinsichtlich der Zulässigkeit ärztlicher Sterbehilfe für unheilbar todgeweihte Patienten unterscheidet Precht deutlich zwischen passiver Sterbehilfe, etwa durch Behandlungsabbruch, indirekter Sterbehilfe durch Verabreichung lebensverkürzender starker Schmerzmittel, Beihilfe zur Selbsttötung, etwa durch Bereitstellung tödlicher Substanzen, und aktiver Sterbehilfe, zum Beispiel durch Setzen einer Giftspritze. Dabei lässt Precht ein Selbstbestimmungsrecht auf Sterben – als der Menschenwürde zugehörig – nicht uneingeschränkt gelten. „Die meisten Menschen sind sicher intuitiv der Ansicht, dass eine schmerzlindernde Pflege zum Tode der bessere Weg ist als eine Giftspritze. Dieses intuitive Gefühl ist fest verankert in der Natur des Menschen […].“
Folglich könne aktive Sterbehilfe nur als letztes Mittel geleistet werden, „wenn kein anderer Weg offensteht.“ Palliativmedizin sei deshalb entsprechend intensiv zu fördern und für Ärzte wie Patienten der humanere Weg. Unter Hinweis auch auf einen möglicherweise zunehmenden sozialen Erwartungsdruck im Falle der Zulassung ärztlicher Sterbehilfe resümiert Precht: „Was heute im Einzelfall in der Grauzone von passiver, indirekter und aktiver Sterbehilfe in deutschen Krankenhäusern tatsächlich geschieht, dürfte allemal besser sein als eine rechts- und moralphilosophisch klare und eindeutige Position für die aktive Sterbehilfe.“

### Ukraine
Im Jahre 2014 äußerte sich Precht kritisch zu der Revolution des Euromaidan in der Ukraine und warf der NATO sowie der Europäischen Union vor, den in der Folge entfachten Krieg im Donbas und die Annexion der Krim durch Russland provoziert zu haben.
In der Folge 28 vom 11. März 2022 seines für das ZDF gemeinsam mit Markus Lanz nach dem russischen Überfall auf die Ukraine produzierten Podcasts sagte Precht, er gäbe der ukrainischen Regierung keine Handlungsempfehlungen, halte es aber selbst für klug, den Krieg von ukrainischer Seite nicht fortzusetzen, weil er nicht zu gewinnen sei. Er erklärte seine Position in einem Essay im Stern: Es sei für die Menschen in der Ukraine wichtig, den schnellstmöglichen Frieden zu erreichen. Sowohl von Personen des öffentlichen Lebens als auch Zuhörern wurde er daraufhin stark kritisiert.
Gemeinsam mit anderen prominenten Intellektuellen, darunter Svenja Flasspöhler, Alexander Kluge, Harald Welzer und Juli Zeh, gehört Precht zu den Unterzeichnern des im Juni 2022 veröffentlichten offenen Briefes unter dem Titel Waffenstillstand jetzt! Darin wurde „eine Strategie zur möglichst schnellen Beendigung des Krieges“ gefordert. Der Fortgang des Krieges verursache „massive humanitäre, ökonomische und ökologische Notlagen auf der ganzen Welt“. Der Westen müsse sich Russlands Aggression zwar geeint entgegenstellen, doch gelte es, Bedingungen zu schaffen, unter denen Verhandlungen überhaupt möglich sind. „Dazu gehört die Bekundung“, heißt es in dem Schreiben, „dass die westlichen Akteure kein Interesse an einer Fortführung des Krieges haben und ihre Strategien entsprechend anpassen werden.“ Der Appell wurde verschiedentlich heftig kritisiert. So kommentierte etwa Carlo Masala, Professor für Internationale Politik an der Universität der Bundeswehr München: „An keiner Stelle wird das Problem erörtert, dass die Russische Föderation wiederholt gesagt hat, dass dieser Krieg nur zu ihren Bedingungen beendet wird. An keiner Stelle wird eine Lösung dafür angeboten, wie man die territoriale Integrität der Ukraine (und zwar der ganzen) wiederherstellt.“ Auch fehlten jegliche Aussagen dazu, wie die territorialen Fragen gelöst werden und wie Sicherheitsgarantien für die Ukraine aussehen könnten.
Im November 2022 korrigierte Precht seine fehlgeleitete Einschätzung der Kriegslage vom Jahresbeginn und gab zu, sich getäuscht zu haben. „Die Ukraine in eine Position der Stärke zu bringen“ sei geglückt. Die Mehrheit der Militärexperten habe damals die Einschätzung geäußert, dass die Ukraine den Krieg innerhalb von Tagen, Wochen oder ein, zwei Monaten verlieren werde. Er sei von einer „Fehlannahme ausgegangen“, dass es sich unter diesen Umständen nicht lohne, sich zu verteidigen. Erst jetzt wisse man, so Precht, „wie unglaublich stark die ukrainische Armee von Anfang an gewesen ist, bevor die Waffenlieferungen kamen“.

### Medien
In seinem gemeinsam mit Harald Welzer 2022 veröffentlichten Buch Die vierte Gewalt. Wie Mehrheitsmeinung gemacht wird, auch wenn sie keine ist, heißt es im Begleittext des S. Fischer-Verlags, die Massenmedien seien „Vollzugsorgane ihrer eigenen Meinungsmache: mit immer stärkerem Hang zum Einseitigen, Simplifizierenden, Moralisierenden, Empörenden und Diffamierenden. Und sie bilden die ganz eigenen Echokammern einer Szene ab, die stets darauf blickt, was der jeweils andere gerade sagt oder schreibt, ängstlich darauf bedacht, bloß davon nicht abzuweichen.“ Diese Angst sei der bestmögliche Dünger für den Zerfall der Gesellschaft. So werde das demokratische Ringen um gute Lösungen zerstört. Der bereits kurz nach seinem Erscheinen als Bestseller gehandelte Titel traf sogleich auf vielstimmige Kritik aus dem Medienbereich.

### Falschaussage zu orthodoxen Juden
Nach dem Terrorangriff der Hamas auf Israel im Oktober 2023 behauptete Precht in seinem Podcast mit Markus Lanz, orthodoxen Juden sei aus religiösen Gründen das Arbeiten untersagt, „Diamanthandel und ein paar Finanzgeschäfte ausgenommen“. Nach Vorwürfen, ein antisemitisches Stereotyp verwendet zu haben, so von Seiten der israelischen Botschaft und dem Vorstand der Orthodoxen Rabbinerkonferenz Deutschland, entfernte das ZDF die Stelle. Nachdem Precht zunächst bedauert hatte, dass die Formulierung Anstoß erregt und Kritik ausgelöst hatte, stellte er drei Tage später klar, dass seine Aussage über das orthodoxe Judentum falsch gewesen sei, und entschuldigte sich dafür in einer vorgezogenen Podcastfolge. Noch im Oktober verzichtete Precht auf Druck des Studierendenparlaments auf seine Honorarprofessur an der Universität Lüneburg. Die Antisemitismusforscherin Juliane Wetzel sagte, dass „[s]owohl die nicht akzeptable Äußerung [Prechts] als auch die Art der Entschuldigung“ dafür sprächen, dass „ihm die nötige Sensibilität für dieses Thema völlig“ fehle.

## Rezeption
Die Zeit bezeichnete Precht als „Bürgerphilosophen“, Der Spiegel nannte ihn „mediale Allzweckwaffe“, The European beschrieb ihn als „Weltbegriffsphilosoph“. Seine populärphilosophischen Sachbücher der Jahre 2007 bis 2011 vermittelten Themen der gegenwärtigen Philosophie einer breiten Öffentlichkeit. Seit 2013 bereitet Precht die Philosophiegeschichte des Abendlandes als Problemgeschichte auf und positioniert sich in gesellschaftlichen Debatten wie Fragen nach einem besseren Bildungssystem, nach einer künftigen Tierethik oder nach den gesellschaftlichen Folgen der Digitalisierung. Seine gesellschaftspolitischen Vorstellungen werden in den Medien häufig und oft stark kontrovers diskutiert.
In dem Artikel Die Precht AG kommentiert der Journalist Sebastian Balzter 2017 in der FAZ polemisch Prechts Erfolg. Seinen Aufstieg verdanke er der Literaturkritikerin Elke Heidenreich, die 2007 sein Buch Wer bin ich – und wenn ja, wie viele? deutlich lobte, worauf es zu einer sehr starken Zunahme der Verkaufszahlen kam. Precht verbreite „nichts, was andere nicht schon vor ihm gedacht und aufgeschrieben hätten. Aber keiner drückt es so verständlich aus, weiß so geschmeidig davon zu erzählen“. Er besetze damit „so perfekt“ eine Marktlücke, als habe Bertelsmann ihn „aus dem Marketingbaukasten eigens dafür zusammengesetzt“. Dieser Einschätzung von Balzter schließt sich auch der Marketing-Professor Holger J. Schmidt in einem wissenschaftlichen Einführungswerk zum Thema Personal Branding an.
In seinem Essay Shooting Stars bezeichnet Daniel-Pascal Zorn Richard David Precht als „Populärphilosophen“, da er keine Beiträge im Bereich der akademischen Philosophie publiziere. Populärphilosophie sei angelegt als Kampf um Aufmerksamkeit. Dafür müsse man Themen bedienen, die gerade „heiß“ seien oder die als Dauerbrenner immer wieder neu aufgelegt würden.
Paul Jandl sah in der NZZ, dass sich Precht durch publizistische Unermüdlichkeit in eine Diskurszone hochgearbeitet habe, in der es nicht mehr darum gehe, was er sage, sondern dass er etwas sage.
In einer Kolumne des Tagesspiegels charakterisierte Sebastian Leber Precht als „Archetyp des Bescheidwissers, der ständig irrt“, und bezog sich dabei u. a. auf Prognosen Prechts, wonach Angela Merkel als Kanzlerin von Ursula von der Leyen abgelöst und Donald Trump 2020 wiedergewählt werden würde, sowie auf Prechts Annahme 2022, dass die Ukraine der russischen Invasion nur wenige Tage werde Widerstand leisten können. Ähnlich äußert sich auch im Oktober 2023 Jürgen Kaube in der FAZ: Der ewige Schwätzer. Precht verplappert sich antisemitisch. „Gar nicht so selten unterhält er damit mit Unwahrheiten. Oft nicht absichtlich, sondern fahrlässig, weil sie ihm in seinem von Meinungsselbstherrlichkeit gestützten Geplapper einfach über die Lippen kommen.“

## Auszeichnungen
- 1999: Publizistik-Preis für Biomedizin
- 2011: IQ-Preis der Hochbegabten-Organisation MinD Mensa in Deutschland
- 2013: AMV Sales Award Sally für Pressefreiheit und Pressevielfalt[106]
- Deutscher Fernsehpreis 2013 für seine Fernsehsendung Precht in der Kategorie „Besondere Leistung“.[107][108]
- 2017: PETA Progress Award für „Tiere denken“[109]

## Publikationen

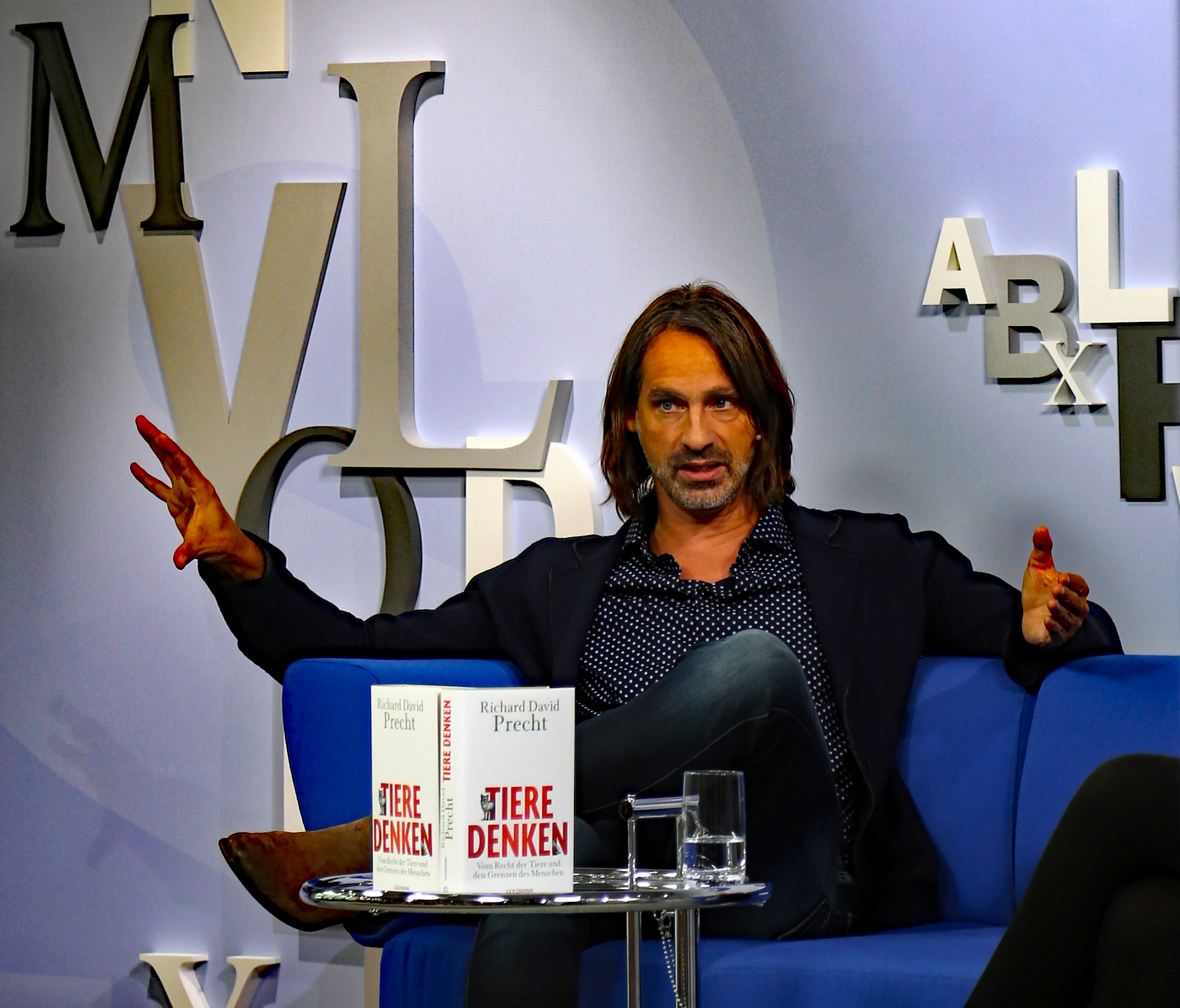
Richard David Precht bei der Frankfurter Buchmesse (2016)

### Bücher
- Die gleitende Logik der Seele. Ästhetische Selbstreflexivität in Robert Musils „Der Mann ohne Eigenschaften“. M & P, Verl. für Wiss. und Forschung, Stuttgart 1996 (Zugl.: Köln, Univ., Diss., 1994), ISBN 978-3-476-45151-4.
- Noahs Erbe. Vom Recht der Tiere und den Grenzen des Menschen. Rowohlt, Reinbek bei Hamburg 2000, ISBN 3-499-60872-3.
- Die Kosmonauten. Roman. Kiepenheuer & Witsch, München 2003, ISBN 3-462-03216-X.
- Baader braun. In: Iris Radisch (Hrsg.): Die Besten 2004. Klagenfurter Texte. Die 28. Tage der deutschsprachigen Literatur in Klagenfurt. Piper, München/Zürich 2004, ISBN 3-492-04648-7. (Beitrag zum Ingeborg-Bachmann-Wettbewerb 2004, online).
- Wer bin ich – und wenn ja, wie viele? Eine philosophische Reise. Goldmann, München 2007, ISBN 978-3-442-31143-9. (Platz 1 der Spiegel-Bestsellerliste vom 2. Juni bis zum 21. September 2008)
- mit Georg Jonathan Precht: Die Instrumente des Herrn Jørgensen. Roman. Goldmann, München 2009, ISBN 978-3-442-47115-7.
- Liebe: Ein unordentliches Gefühl. Goldmann, München 2010, ISBN 978-3-442-15554-5.
- Die Kunst, kein Egoist zu sein. Warum wir gerne gut sein wollen und was uns davon abhält. Goldmann, München 2010, ISBN 978-3-442-31218-4.
- Lenin kam nur bis Lüdenscheid. Meine kleine deutsche Revolution. Erweiterte Auflage. Ullstein, Berlin 2011, ISBN 978-3-548-37323-2.
- Warum gibt es alles und nicht nichts? Ein Ausflug in die Philosophie. Goldmann, München 2011, ISBN 978-3-442-31238-2.
- Anna, die Schule und der liebe Gott. Der Verrat des Bildungssystems an unseren Kindern. Goldmann, München 2013, ISBN 978-3-442-31261-0. (Platz 1 der Spiegel-Bestsellerliste vom 6. bis zum 19. Mai 2013)
- Erkenne die Welt, Geschichte der Philosophie 1. Goldmann, München 2015, ISBN 978-3-442-31262-7.
- Tiere denken. Vom Recht der Tiere und den Grenzen des Menschen, Goldmann, München 2016, ISBN 978-3-442-31441-6.
- Erkenne dich selbst, Geschichte der Philosophie 2. Goldmann, München 2017, ISBN 978-3-442-31367-9
- Jäger, Hirten, Kritiker. Eine Utopie für die digitale Gesellschaft. Goldmann, München 2018, ISBN 978-3-442-31501-7.
- Sei du selbst. Eine Geschichte der Philosophie 3. Goldmann, München 2019, ISBN 978-3-442-31402-7.
- Künstliche Intelligenz und der Sinn des Lebens: Ein Essay. Goldmann, München 2020, ISBN 978-3-442-31561-1.
- Von der Pflicht – Eine Betrachtung. Goldmann, München 2021, ISBN 978-3-442-31639-7.
- Freiheit für alle. Das Ende der Arbeit wie wir sie kannten. Goldmann, München 2022, ISBN 978-3-442-31551-2.
- mit Harald Welzer: Die vierte Gewalt – Wie Mehrheitsmeinung gemacht wird, auch wenn sie keine ist. S. Fischer, Frankfurt am Main 2022, ISBN 978-3-10-397507-9.
- Mache die Welt. Eine Geschichte der Philosophie 4. Goldmann, 2022, ISBN 978-3-442-31544-4.
- Das Jahrhundert der Toleranz. Plädoyer für eine wertegeleitete Außenpolitik. Goldmann, München 2024. ISBN 978-3-442-31607-6.

### Aufsätze und Artikel (Auswahl)
- Die Invasion der Bilder. Niemand stellt Fragen, das Digitalfernsehen antwortet. In: Die Zeit. 8. August 1997
- Grüne Sorgen, schwarze Visionen. Ökologie in der angstfreien Gesellschaft. In: FAZ. 20. März 1999
- Nach den Spielregeln der Biologie. Ernst Haeckel und seine heutigen Nachfahren. In: FAZ. 15. Januar 2000
- Einstürzende Sandburgen. Warum der Schöpfer der «Sphärologie» ein begnadeter Sprachkünstler und Kritiker, aber kein großer Philosoph ist. In: Literaturen. Juli/August 2004
- Feigheit vor dem Volk. Wider den verlogenen Menschenrechts-Bellizismus. In: Der Spiegel. Nr. 32, 2009, S. 118–119 (online – 3. August 2009).
- Zwei Männer und der Mond. Zu einem seltsamen Hickhack hat sich der Streit zwischen Peter Sloterdijk und der Frankfurter Schule entwickelt. In: Der Spiegel. Nr. 45, 2009, S. 150–152 (online – 2. November 2009).
- … und keiner wacht auf. Leben wir noch in einer Demokratie, oder überlassen wir die Politik lieber einer kleinen Führungselite? In: Die Zeit. 24/2010 vom 10. Juni 2010
- Soziale Kriege. Vom Unbehagen der bürgerlichen Mittelschicht. In: Der Spiegel. Nr. 39, 2010, S. 176–177 (online – 27. September 2010).
- Immer Mehr ist immer Weniger. Wer bestimmt eigentlich über den Fortschritt? In: Der Spiegel Nr. 5/2011, 31. Januar 2011 online
- Vom Schlingern der Galeere. Bio-philosophische Betrachtungen über die obskuren „Märkte“. In: Der Spiegel 2/2012, 9. Januar 2012 (online)
- Kaltgestellte Frösche. Politik kennt kein Ethos mehr: Sie will die Welt vermessen, statt sie zu gestalten. In: Der Spiegel 37/2013, 9. September 2013 (online)
- Wer ist konservativer? Rechte Populisten und der Islam sind sich näher, als sie glauben. In: Der Spiegel 6/2015, 31. Januar 2015 (online)
- Echte Träume, echte Not. Wohin wir driften, wer Deutschland abschafft und warum die Flüchtlinge nicht hier sind, um uns zu nutzen. In: Die Zeit 1/2016, 14. Januar 2016 (online)
- (mit Harald Welzer): Jugend an die Macht! Unsere Debatte über die Flüchtlinge wird von älteren Intellektuellen bestimmt. Sie schüren Ängste, wo Offenheit vorherrscht. Ihre Verzagtheit ist gefährlich. In: Die Zeit 13/2016, 17. März 2016 (online)
- Unsere gereizten Seelen – Europa braucht Staatsbürger und keine User und Konsumenten. Ein Plädoyer für eine neue europäische Erzählung. In: Die Zeit 40/2016, 22. September 2016
- Vom Irrsinn, Maschinen Ethik einzuprogrammieren. In: Der Spiegel 48/2018, 24. November 2018 (online)

## Film
- Lenin kam nur bis Lüdenscheid. Dokumentar- und Spielfilm, Deutschland, 2008, 88 Min., Drehbuch: Richard David Precht, Regie: André Schäfer, Produktion: Florianfilm, im Auftrag von WDR, SWR, Kino-Premiere: 1. Juni 2008 in Solingen,[110] Film-Besprechung:[111] Der Dokumentarfilm wurde für den Deutschen Filmpreis 2009 nominiert.